# Erftverband
Der Erftverband ist eine seit 1958 bestehende Körperschaft des öffentlichen Rechts und einer der großen Wasserwirtschaftsverbände in Nordrhein-Westfalen. Er ist zuständig für die Wasserwirtschaft im Einzugsgebiet der Erft und hat seinen Sitz in Bergheim/Erft. Sein Gesamtgebiet umfasst 4.216 km² mit rund 2,7 Millionen Einwohnern.

## Aufgaben des Erftverbandes
Die Aufgaben des Erftverbandes sind im „Gesetz über den Erftverband“ (ErftVG) von 1958, zuletzt geändert 2012, festgelegt:
1. Erforschung und Beobachtung der wasserwirtschaftlichen Verhältnisse im Zusammenhang mit dem Braunkohlenabbau;
2. Regelung des Wasserabflusses einschließlich Ausgleich der Wasserführung und Sicherung des Hochwasserabflusses der oberirdischen Gewässer oder Gewässerabschnitte und in deren Einzugsgebieten;
3. Unterhaltung oberirdischer Gewässer oder Gewässerabschnitte und der mit ihnen in funktionellem Zusammenhang stehenden Anlagen;
4. Rückführung ausgebauter oberirdischer Gewässer in einen naturnahen Zustand;
5. Regelung des Grundwasserstandes;
6. Vermeidung, Minderung, Beseitigung und Ausgleich wasserwirtschaftlicher und damit in Zusammenhang stehender ökologischer, durch Einwirkungen auf den Grundwasserstand, insbesondere durch den Braunkohlenabbau hervorgerufener oder zu erwartender nachteiliger Veränderungen;
7. Beschaffung und Bereitstellung von Wasser zur Sicherung der gegenwärtigen und künftigen Versorgung der Bevölkerung und der Wirtschaft sowie Förderung von Maßnahmen zur Minderung des Wasserverbrauchs;
8. Abwasserbeseitigung nach Maßgabe des Landeswassergesetzes;
9. Entsorgung der bei der Durchführung der Verbandsaufgaben anfallenden Abfälle;
10. Vermeidung, Minderung, Beseitigung und Ausgleich eingetretener oder zu erwartender, auf Abwassereinleitungen oder sonstige Ursachen zurückzuführender nachteiliger Veränderungen des oberirdischen Wassers.

## Verbandsgeschichte
Im Jahr 1859 wird die „Genossenschaft für die Melioration der Erftniederung“ gegründet, die sich später Erftgenossenschaft und Erftverband nennt. Mit dem „Gesetz über den Erftverband“ besteht der Erftverband als sondergesetzlicher Wasserwirtschaftsverband des Landes Nordrhein-Westfalen seit 1958.
Besondere Bedeutung kommt dem Erftverband durch die wasserwirtschaftlichen Herausforderungen im Rheinischen Braunkohlerevier zu. Industrialisierung und Eisenbahnbau führten ab der 2. Hälfte des 19. Jahrhunderts zu großflächigen Abbauvorhaben, die mit zunehmender Entwicklung von leistungsfähiger Tagebautechnologie auch in immer größere Tiefen vordrangen. Die Abbaufelder erreichen Dimensionen, die das Abpumpen von Grundwasser in einer Tiefe von über 500 m erforderlich machen. Bis Ende 2010 wurden im Rheinland 30.877,2 ha Land vom Braunkohlentagebau in Anspruch genommen. Als Folge der Grundwasserhaltung und der Einleitung von Kühlwasser aus den Kraftwerken hat die Erft seit langem deutlich wärmeres Wasser als natürlicherweise vorhanden. Die Auswirkungen werden in einem Langzeitmonitoring verfolgt.

## Mitglieder
Die Mitglieder des Erftverbandes sind Eigentümer der im Verbandsgebiet gelegenen aktiven und stillgelegten Braunkohlenbergwerke einschließlich ihrer Brikettfabriken, Elektrizitätswerke und Wasserförderanlagen; weiterhin Städte, Gemeinden und Kreise, Träger der öffentlichen Wasserversorgung, industrielle und gewerblichen Betriebe mit relevanter Abwassermenge, Eigentümer von Verkehrsanlagen und die Erftfischereigenossenschaft Bergheim.

## Der Erftverband in der Gegenwart
Neben den allgemeinen Aufgaben als Wasserwirtschaftsverband hat der Erftverband im Rheinischen Braunkohlerevier dauerhaft besondere Herausforderungen bei der Bewirtschaftung des Grundwassers, der Sicherstellung der Wasserversorgung und beim Schutz der zahlreichen Feuchtgebiete. Neue Aufgaben sind auch der Betrieb der Kanalnetze von Rommerskirchen, Meckenheim und Zülpich. Der Erftverband verfügt seit 1995 über ein Betriebsdaten- und Störmeldeerfassungssystem. Es werden alle anfallenden Meldungen auf den Kläranlagen, Regenüberlaufbecken und Bodenfilterbecken erfasst und über Festnetz- und GSM-Verbindungen, seit Ende 2006 auch per SDSL und ADSL, zur Zentrale nach Bergheim übertragen. Über das System wird auch die Störmeldealarmierung des Bereitschaftspersonals, wenn die Stationen nicht mit Personal besetzt sind, abgewickelt.
Die künftigen Entwicklungen sind durch einen „Masterplan“ umrissen, der z. B. die Stilllegung von 19 Kläranlagen und Zusammenlegung zu größeren Einheiten vorsieht.

## Das Verbandsgebiet
Das Verbandsgebiet in der Niederrheinischen Bucht umfasst das im Land Nordrhein-Westfalen gelegene oberirdische Einzugsgebiet der Erft sowie das des Nordkanals mit Jüchener Bach südlich des Nordkanals, der Nordkanalallee und des Scheibendammes in der Stadt Neuss. Außerhalb des Verbandsgebietes hat der Verband noch Aufgaben in der Venloer Scholle, der Rurscholle und der Erftscholle sowie in der linken Rheintalscholle von der nördlichen Stadtgrenze Bonn bis zur Erftmündung in den Rhein bei Neuss und darüber hinaus zwischen Nordkanal, der Grenze des Kreises Viersen und Neuer Niers. Wenn es das öffentliche Interesse erfordert, kann der Verband auch in weiteren Bereichen des Braunkohlengebietes tätig werden.

## Kennzahlen
- Mitglieder des Erftverbandes: 550
- Einzugsgebietsgröße: Tätigkeitsgebiet rund 4.218 km² (davon 1.929 km² Erft-Einzugsgebiet)
- Einwohner: 2,7 Mio.  (davon ca. 750.000 im Erft-Einzugsgebiet)
- Wasserläufe: 104 km Erft plus Nebenläufe
- Kläranlagen: 31 (Gesamtkapazität 1.077.600 Einwohnergleichwerte)
- Pumpwerke: 144
- Regenbecken: 443 (Kapazität 749.500 m³)[5]

## Rufbereitschaftsbezirke
- Euskirchen
- Bornheim
- Mechernich
- Zülpich
- Meckenheim
- Glehn
- Kaster
- Auenheim / Gelsen / Roki
- Elsdorf
- Kenten
- Nörvenich / Vettweiß
- Rheinbach
- Flerzheim
- Grevenbroich
- Heimerzheim
- Erftstadt
- Bad Münstereifel
- Frechen